# Interstate 140 (Tennessee)
Pour les articles homonymes, voir Interstate 140.
L'Interstate 140 est une autoroute inter-États auxiliaire de l'interstate 40 reliant la ville de Farragut à celle de Maryville, dans le nord-est du Tennessee. Elle a une longueur de 11,10 miles (17,79 km).

## Description du tracé
L'I-140 débute à Farragut, au sud-ouest de Knoxville. Elle se dirige vers le sud-est pendant 5 miles avant de se diriger vers l'est et la rivière Little Tennessee au mile 8. Elle contourne ensuite par le nord-est les villes d'Alcoa et de Maryville. Elle se termine à Eagleton Village, au sud de Knoxville, après avoir parcouru 11,1 miles dans le Tennessee.

### Solway à Knoxville
L'autoroute sera prolongée pour débuter à Solway. Jusqu'à la jonction avec l'I-40, il s'agit de la SR 62. Elle passe par l'extrémité ouest de la ville de Knoxville. Elle croise la US 11 / US 70 un peu au sud. Elle poursuit son trajet vers Alcoa.

### Knoxville à Alcoa
Après avoir croisé l'I-40 / I-75, l'I-140 se dirige vers le sud où elle rencontre la US 11 et la US 70. Elle croise une voie de desserte locale puis la SR 332 (Northshore Drive). Elle s'oriente vers le sud sur une péninsule de la rivière Tennessee, puis se courbe vers l'est pour croiser la rivière.
À l'est de la rivière, l'I-140 entre dans les limites d'Alcoa, ville dans laquelle l'autoroute atteint son terminus est. L'autoroute y croise la SR 333 (Topside Road) ainsi qu'une voie ferrée. Elle croise plus loin la US 129, après lequel l'autoroute se terminera. Le terminus temporaire de l'I-140 est une sortie en direction est et une entrée en direction ouest. Lorsque le projet se poursuivra, la sortie sera complétée.

## Liste des Sorties
| Interstate 140                          |                  |       |       |        |                                                                            | |
| Comté                                   | Municipalité     | mi    | km    | Sortie | Intersections / Destinations                                               | Notes |
| Knox                                    | Solway           | 0,00  | 0,00  | –      | SR 62 (en) (Oak Ridge Highway) – Oak Ridge, Karns                          | Terminus nord de SR 162; pas d'accès depuis SR 62 vers SR 162 sud                                                                            |
| Knox                                    |                  | 2,40  | 3,90  | –      | Hardin Valley Road – Pellissippi State Community College                   | |
| Knox                                    |                  | 3,60  | 5,80  | –      | SR 131 (en) (Lovell Road) – Tusculum College                               | |
| Knox                                    | Knoxville        | 4,60  | 7,40  | –      | Dutchtown Road                                                             | |
| Knox                                    | Knoxville        | 5,90  | 9,50  | 1C-D   | I-40 / I-75 – Knoxville, Nashville, Chattanooga                            | Terminus ouest de l'I-140; sortie 1C (I-40 est / I-75 nord) et 1D (I-40 ouest / I-75 sud) en direction ouest; sortie 376A-B de l'I-40 / I-75 |
| Knox                                    | Knoxville        | 6,40  | 10,30 | 1A-B   | US 11 / US 70 (Kingston Pike)                                              | Indiqué sortie 1A (US 11 nord / US 70 est) et 1B (US 11 sud / US 70 ouest) en direction est                                                  |
| Knox                                    | Knoxville        | 8,80  | 14,20 | 3      | Westland Drive                                                             | |
| Knox                                    | Knoxville        | 10,50 | 16,90 | 5      | SR 332 (en) (Northshore Drive) / Town Center Boulevard                     | Accès à Town Center Boulevard à partir de l'I-140 est seulement                                                                              |
| Blount                                  | Alcoa            | 15,60 | 25,10 | 9      | SR 333 (en) (Topside Road) – Louisville                                    | |
| Blount                                  | Alcoa            | 17,00 | 27,40 | 11A-B  | US 129 (Alcoa Highway) – Alcoa, Maryville, Knoxville                       | Terminus est de l'I-140; indiqué sortie 11A (sud) et 11B (nord)                                                                              |
| Blount                                  | Alcoa            | 17,70 | 28,50 | –      | Cusick Road                                                                | Sortie direction sud, entrée direction nord; pas de numéro de sortie                                                                         |
| Blount                                  | Eagleton Village | 19,70 | 31,70 | 14     | SR 33 (en) (Old Knoxville Highway) – Rockford, Maryville, Eagleton Village | Terminus sud |
| - Accès incomplet - Transition de route |                  |       |       |        |                                                                            | |

## Voir Aussi
- (en) Cet article est partiellement ou en totalité issu de l’article de Wikipédia en anglais intitulé « Pellissippi Parkway » (voir la liste des auteurs).